# شین ریچی
شین ریچی (انگلیسی: Shane Richie؛ زادهٔ ۱۱ مارس ۱۹۶۴) هنرپیشه، کمدین، و مجری تلویزیون اهل بریتانیا است.